# Trichocerca vargai
Trichocerca vargai är en hjuldjursart som beskrevs av Wulfert 1961. Trichocerca vargai ingår i släktet Trichocerca och familjen Trichocercidae. Inga underarter finns listade i Catalogue of Life.